# Tabulky z Tărtărie

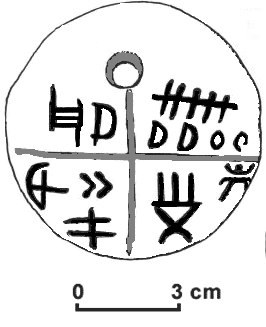
Znaky na jedné z tabulek

Tabulky z Tărtărie jsou tři hliněné tabulky, dvě čtvercové a jedna kruhová, nalezené v roce 1961 na archeologickém nalezišti v rumunské vesnici Tărtăria. Nacházely v jámě spojované s neolitickou vinčanskou kulturou, společně s lidskými pozůstatky, různými figurkami a náramkem z mušlí. Jsou výjimečné především znaky jež se na nich nachází, jež jsou někdy interpretovány jako písmo či protopísmo.
Nálezce, archeolog Nicolae Vlassa, je zprvu přiřadil vinčanské kultuře a datoval do doby 2900 až 2700 př. n. l. na základě podobnosti s ranými hliněnými tabulkami z Mezopotámie. Další výzkumy, vycházející z radiokarbonové metody, však prokázaly, že rané období kultury Vinča náleželo do let 5000 až 4 000 př. n. l.. Pokud by tedy tabulky byly vinčanské, předcházely by existenci písma na Předním východě o téměř dva tisíce let. To vedlo některé badatele k názoru, že písmo vzniklo v jihovýchodní Evropě a odtud se rozšířilo do Mezopotámie. Podle jiných tabulky pochází až z rané doby bronzové. Znaky na tabulkách jsou srovnávány především s krétským lineárním písmem A.